# Stanley Mubiru
Stanley Mubiru (ur. w Nakaseke – zm. styczeń 1989) – ugandyjski piłkarz grający na pozycji skrzydłowego. W swojej karierze grał w reprezentacji Ugandy.

## Kariera klubowa
W swojej karierze piłkarskiej Mubiru grał w klubach Jinja North United FC, Express FC, Uganda Commercial Bank FC i Nsambya FC. Wraz z Express FC wywalczył dwa mistrzostwa Ugandy w latach 1974 i 1975.

## Kariera reprezentacyjna
W 1974 roku Mubiru został powołany do reprezentacji Ugandy na Puchar Narodów Afryki 1974. Wystąpił w nim w trzech meczach grupowych: z Egiptem (1:2), w którym strzelił gola, z Wybrzeżem Kości Słoniowej (2:2), w którym strzelił dwa gole i z Zambią (0:1).
W 1976 roku Mubiru został powołany do kadry na Puchar Narodów Afryki 1976. Zagrał w trzech meczach grupowych: z Etiopią (0:2), z Egiptem (1:2) i z Gwineą (1:2).